# Kleinguschelmuth
Kleinguschelmuth (toponimo tedesco) è una frazione del comune svizzero di Gurmels, nel Canton Friburgo (distretto di Lac).

## Storia
Già comune autonomo, nel 1978 è stato accorpato all'altro comune soppresso di Grossguschelmuth per formare il nuovo comune di Guschelmuth, il quale a sua volta nel 2003 è stato accorpato a Gurmels assieme agli altri comuni soppressi di Liebistorf e Wallenbuch.

## Amministrazione
Ogni famiglia originaria del luogo fa parte del comune patriziale che ha la responsabilità della manutenzione di ogni bene comune.